# Щурмгешюц
Sturmgeschütz е името на германско щурмово оръдие, наричано накратко StuG. Тази машина е част от щурмовата артилерия, клон на германската артилерия, чиято задача е да осъществява близка огнева поддръжка на пехотата в пехотни, танкови и танково-гренадирски части.
StuG са много успешни в поддържащата си роля, при унищожаване на укрепления и бункери. Но унищожаването на противникови танкове е приоритетно. Броят на танковете, унищожени от StuG батальоните до 1944 г., се оценява на 20 000. Повечето щурмови оръдия са монтирани на Панцер III, който е остарял по тогавашните стандарти, и Панцер IV шасита. Резултат от това са Sturmgeschütz III и Sturmgeschütz IV.
StuG са едни от най-ефективните верижни машини през Втората световна война и са произвеждани в голям брой.